# Абсолютна жорсткість
Абсолютна жорсткість (англ. absolute hardness) — у квантовій хімії — міра опору хімічної системи зміні кількості електронів у ній.
Визначається (η) за рівнянням:
η ≅ (1/2)(I — A),
де I та A відповідно потенціал йонізації та спорідненість до електрона. За теорією молекулярних орбіталей це рівняння записується так:
η = (ELUMO — EHOMO)/2,
де ELUMO та EHOMO — енергії найнижчої вільної та найвищої зайнятої молекулярної орбіталі, відповідно.